# APL
L'APL (sigla di A Programming Language) è un linguaggio di programmazione ideato da Kenneth Iverson nel 1962.
Tra le principali caratteristiche ricordiamo:
- L'utilizzo di un set di caratteri speciali per rappresentare alcune operazioni matematiche di alto livello.
- L'elevato numero di primitive, dedicate in particolare alla gestione dei vettori e delle matrici lo rende potentissimo per elaborazioni numeriche: una delle applicazioni più importanti dei computer negli anni in cui è stato progettato.
- L'uso in modalità interattiva interpretata.

I programmi APL, grazie alla potenza degli operatori e alla concatenazione delle operazioni, sono compattissimi: questo permette di concentrare algoritmi in poche righe evitando la dispersione tipica dei linguaggi di programmazione tradizionali dove la soluzione del problema è nascosta tra gli elementi sintattici del linguaggio.